# بريط قصير الأوراق
بريط قصير الأوراق (الاسم العلمي:Dipcadi brevifolium) هو نوع من النباتات يتبع جنس البريط من الفصيلة الهليونية.